# Dramatik
Dramatik ou parfois Bruno Dramatik, de son vrai nom Bruno Jocelyn,  né le 12 mai 1975 à Montréal, au Québec, est un rappeur canadien, d'origine haïtienne. En 2023, il a complété une formation en réalisation de documentaire et de fiction à l'Institut national de l'image et du son.

## Biographie

### Avec Muzion
En 1996, Dramatik fonde le groupe Muzion avec ses amis et voisins de Montréal-Nord : Imposs et J.Kyll. Le groupe connait succès et notoriété, notamment par leurs récompenses au gala de l'ADISQ. Les deux albums qu'ils produisent, en 1999 et en 2002, leur font remporter deux fois le Félix dans la catégorie meilleur album hip-hop de l'année.
En 2004, Wyclef Jean, artiste américain d'origine haïtienne internationalement connu, fait appel à Muzion pour une collaboration qui ne passe pas inaperçue puisque Wyclef Jean chante en français sur la pièce 24 heures à vivre qui se retrouve sur son album Welcome to Haiti: Creole 101. Par la suite, les trois membres de Muzion décident de mettre les projets du groupe en suspens pour leurs albums solos.

### Après Muzion
En 2005, Dramatik pose sur la compilation One Way. La chanson choisie pour faire office de single radio et télé est la sienne : I Leave, I Love, I Leave. Cette chanson lui fait décrocher le Single de l'année au Gala Montréal-Underground.
En 2007, Dramatik participe à la tournée organisée par le géant américain Sirius et Bandeapart.fm pour la sortie de la compilation 93 Tours. En 2008, il est invité par Will Prosper (candidat de Québec solidaire) à participer à une manifestation civile, artistique et pacifique dans les rues de Montréal après la mort de Fredy Villanueva, affaire qui traumatisa le Québec. En 2009, Dramatik lance son premier album solo, La Boîte noire, sur le label Disques 7e Ciel. L'album est bien reçu par la critique (« Un des meilleurs disques rap québécois de l'année » selon Philippe Renaud du journal La Presse) et un grand nombre de radios, journaux,,,,,, magazines,, et sites web spécialisés,, lui accordent des articles et des émissions,. La chanson L'Oubli inspire un article sur le site du Guide de Montréal-Nord. La chanson 40 barz joue sur les palmarès de radios communautaires et universitaires. Il fait la couverture de la version imprimée du journal culturel anglophone Hour qui lui accorde une entrevue en anglais.
En 2010, Dramatik pose sur la compilation HHQC : La Force du nombre. La chanson Rep Ton Hood, sur laquelle il figure, est le troisième single officiel de l'album. Le vidéo-clip de cette chanson reste plusieurs semaines dans le palmarès francophone de Musique Plus et dépasse les 100 000 vues sur YouTube. En 2011, Dramatik est invité à l'émission Univer9 sur les ondes de MusiquePlus pour interpréter la pièce Mon zion en direct avant de présenter le vidéo-clip de ladite chanson ; vidéo-clip pour lequel il remporte le prix Vidéoclip de l’année au Gala Montreal Hip Hop Awards. En 2012, un court documentaire est produit sur Dramatik par l’Institut national de l'image et du son (INIS), qui est diffusé sur Canal D, ONF et Radio-Canada. En 2013, Dramatik se prépare à défendre son titre de champion de battle lors de la 11e édition des Word UP Battles au Club Soda à Montréal où il est annoncé en tête d'affiche contre Loe Pesci, champion du King of the Dot, l'équivalent torontois des Word Up Battles.

## Prix et distinctions
- Single de l'année au Gala Montréal-Underground (I Leave, I Love, I Leave) - 2005[2]
- Récipiendaire d'un des trois prix Toner décernés par Bandeapart.fm pour les meilleurs textes (L'Oubli) - 2009[27]
- Nomination album hip-hop de l'année - ADISQ - 2010
- Nomination album hip-hop de l'année - GAMIQ - 2010[28]
- Vidéoclip de l'année au Gala Montreal Hip Hop Awards (Mon Zion) - 2011
- Chanson de l'année au Gala Montréal Hip Hop Awards (Karim, Dramatik et BNB - HipHop) - 2011
- Nomination Album francophone de l'année - SOBA - 2011[29]
- Nomination album rap de l'année - ADISQ - 2020
- Récipiendaire du Prix Karim-Ouellet - SPACQ  2022
- Récipiendaire du Prix Nelson Mandela - Fonds 1804 - 2024

## Spectacles marquants
- FrancoFolies de Montréal 2011
- Première Partie Oxmo Puccino – FrancoFolies - 2010
- Festival d'été de Québec - 2010
- Festival de musique émergente en Abitibi-Témiscamingue - 2010
- Performance au Gala GAMIQ - 2010[30], cet évènement était couvert par MusiquePlus[31]

Dramatik figure parmi les artistes à suivre sur le site du Calendrier musical de Montréal (Camuz), qui est également publié chaque mois sous forme de magazine papier.

## Discographie

### Albums

#### Solo
- 2009 : La Boîte noire
- 2014 : Radiothérapie
- 2019 : Le Phoenix, il était plusieurs fois.

#### Avec Muzion
- 1999 : Mentalité Moune Morne… (Ils n'ont pas compris)
- 2002 : J'Rêvolutionne

### Collaboration

#### Solo
- 1999 : 2 Faces - Interurbain (sur l'album Appelles ça comme tu veux) - Incluant Rainmen, et Imposs
- 2008 : L'Assemblée - Enlève Ton Masque (sur l'album Encore)
- 2010 : Anodajay -  Le 7ième Régiment (sur l'album Et7era) - Incluant Koriass et Samian
- 2011 : Koriass - Homme Moderne (sur l'album Petites Victoires)
- 2016 : D-Track - Kepler (sur l'album Message Texte À Nelligan)

#### Avec Muzion
- 1999 : Rascalz - Témoin (sur l'album Global Warning)
- 2000 : Divers artistes (sur l'album  Berceau de l'Amérique vol.1')' - Tu veux hate?
- 2002 : K-OS -  Heaven Only Knows (French Remix Single) - Incluant Kamau, Les Architeks, et Butta Babees
- 2004 : Wyclef Jean -24 Heures à vivre  (sur l'album Welcome to Haiti: Creole 101)
- 2005 : Manspino - Faut pas que j'lâche (sur l'album Well Enough to Be Ill)
- 2005 : Taktika - C'est pour ça qu'on vit (sur l'album L'affaire Taktika)
- 2006 : Anodajay - Tous nés pour mourir (sur l'album Septentrion)
- 2006 : OTMC - En toute sincérité (sur l'album Sincérité Volontaire)
- 2016 : GLD - Ma voix (sur l'album Laisse-moi faire ma musique)

## Clips
La Boîte noire
- 2009 : Mon Zion
- 2009 : L'Oubli
- 2009 : La Boîte noire

Compilation One Way
- 2005 : I live, I love, I leave